# Urmakare

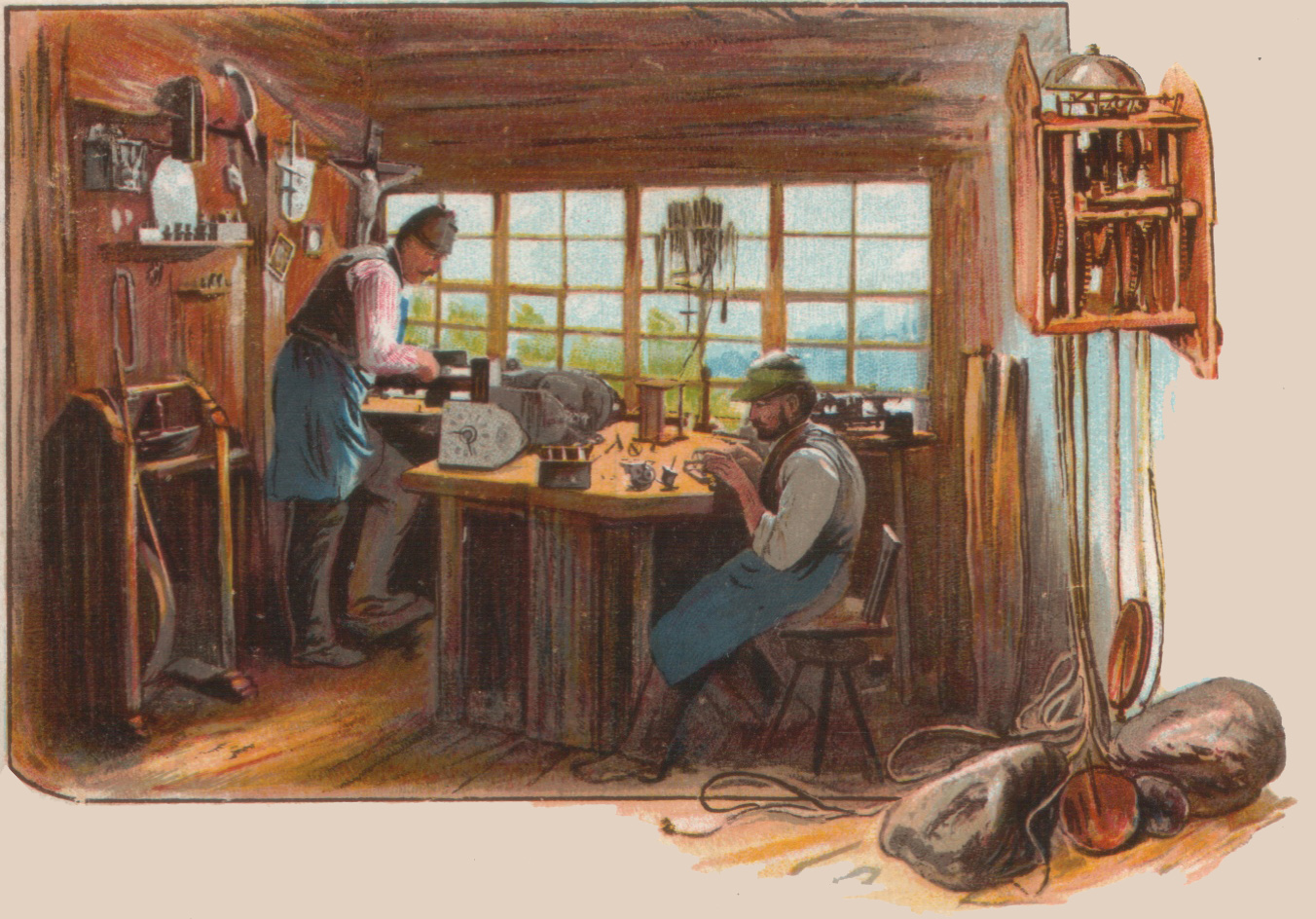
Urmakarstuga i Schwarzwald ca 1900.

Urmakare är yrkesbeteckningen på en person som tillverkar, reparerar eller underhåller ur.
Urmakare är ett av de gamla skråyrkena och ordet är belagt i svenska språket sedan 1584.

## Utbildning
I Sverige kan man utbilda sig till urmakare genom TUC yrkeshögskola i Motala eller genom lärlingsprogrammet Hantverkslärling på Leksands folkhögskola eller andra liknande program.  Genom Hantverkslärling kan man ta gesällbrev och skolan i Motala erbjuder utöver gesällbrev även WOSTEP-certifikat.
 Gesällprovsbestämmelserna tas fram av Sveriges Urmakareförbunds yrkesnämnd och fastställs av Sveriges Hantverksråd.

## Kända urmakare
- Pierre Jacquet Droz
- John Harrison
- Jean Fredman, Carl Michael Bellmans figur i sångsamlingarna Fredmans epistlar
- Henning Hammarlund, grundare av fickurfabriken Halda.
- Victor Kullberg
- Anders Polhammar, urfabrikör vid Stjärnsunds manufakturverk i Dalarna
- Sven Sandström, rektor för Sveriges Urmakareförbunds yrkesskola.
- Johan Tinglöf, smed och urmakare i Ekshärad.
- Gustaf Wilhelm Linderoth och Johan Gustaf Linderoth urmakare i Stockholm med firman Linderoths ur